# يوجين يورغنسن
يوجين يورغنسن (بالدنماركية: Eugen Jørgensen)‏ هو مهندس معماري دنماركي، ولد في 1858 في Frederikssund Municipality ‏ في الدنمارك، وتوفي في 1910.

## معرض صور

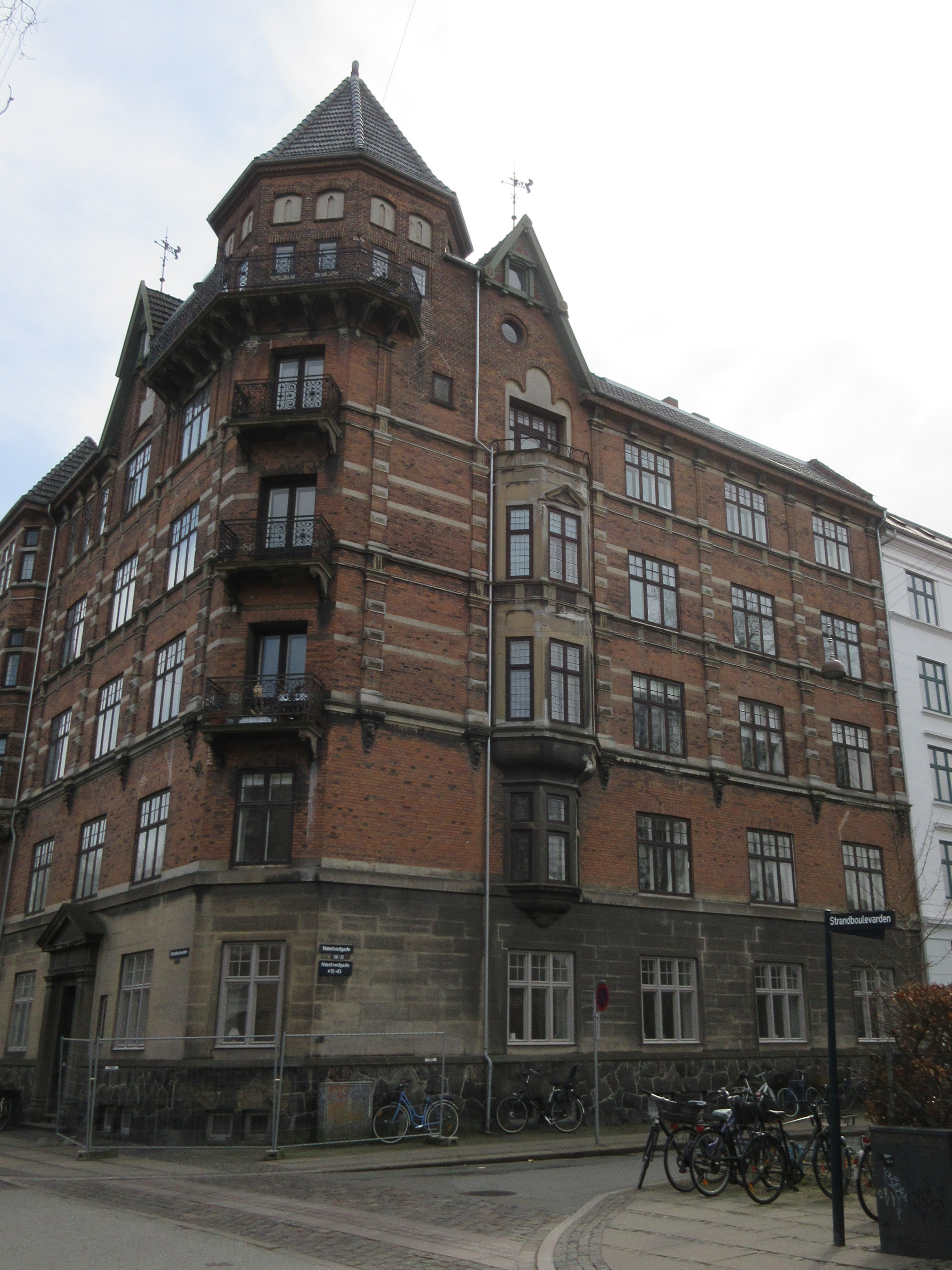
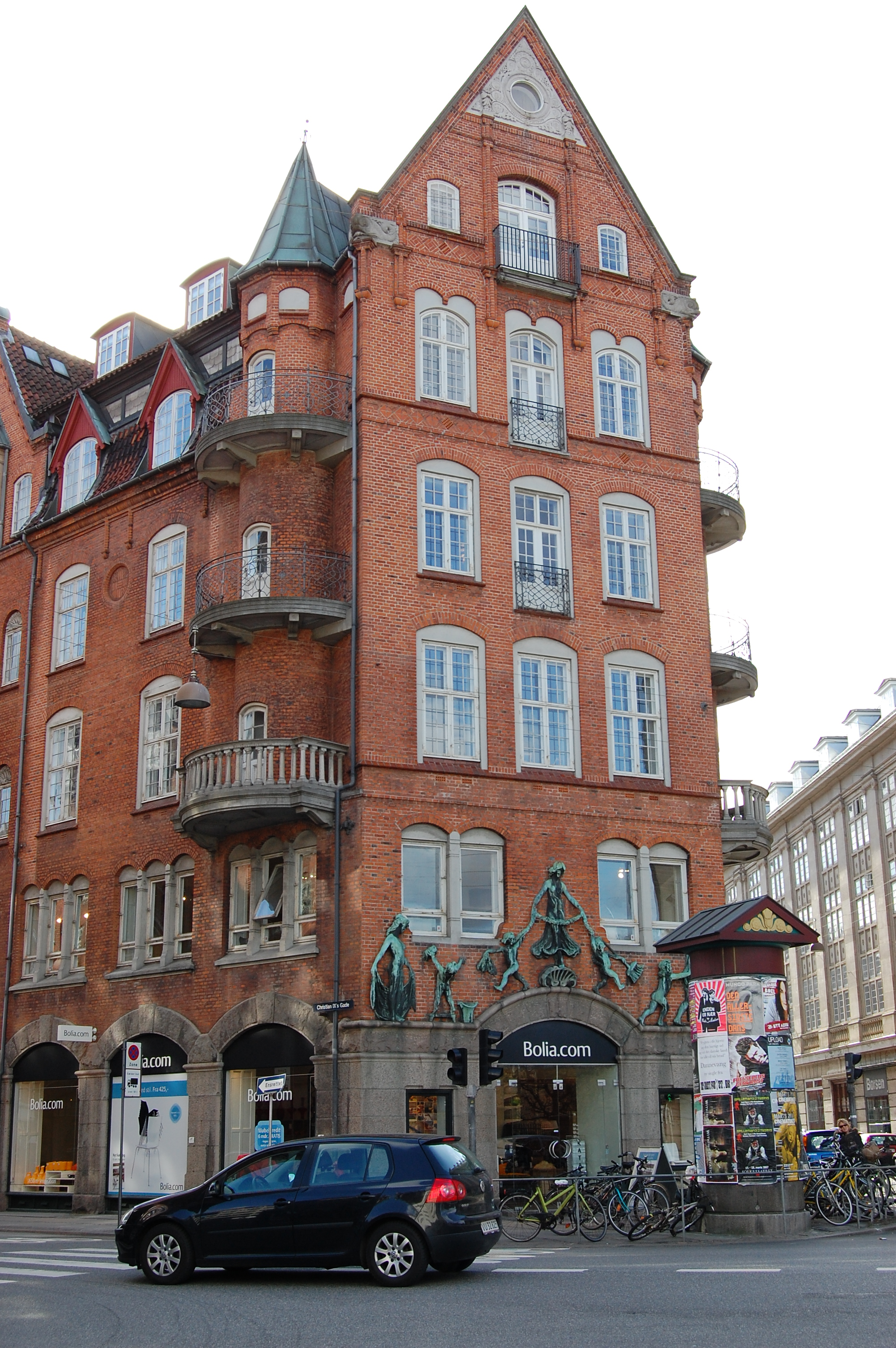